# Perrig Quéméneur
Perrig Quéméneur (Landerneau, 26 aprile 1984) è un ex ciclista su strada francese. Professionista dal 2008 al 2019, ha partecipato per quattro volte al Tour de France.

## Carriera
Esordisce nel 1997 con la Vélo Sport Lesneven su consiglio del padre Yves e del fratello Yann. L'anno successivo si laurea campione di Finistère e Bretagna. Rimane fedele al club fino al 2000 quando, a seguito di una buona prestazione al campionato francese, il team manager Jean-René Bernaudeau gli offre un posto nel team dilettantistico Vendée U-Pays de la Loire.
Dopo diverse stagioni nelle formazioni Juniores e Under-23 della Vendée U, diventa professionista nel 2008 all'interno del team Bouygues Telecom, sempre sotto la direzione di Bernaudeau. Nel 2010 partecipa al suo primo grande giro, la Vuelta a España. Nel 2011 viene selezionato dalla sua squadra, che intanto ha cambiato nome in Team Europcar, a partecipare al suo primo Tour de France. Nella prima tappa è il primo ad attaccare e riceve il Premio della Combattività.
Nella sesta tappa del Tour de France 2015 vince nuovamente il numero rosso che identifica il più combattivo di giornata.

## Palmarès
- 2007 (Vendée U)[1]

Grand Prix de la Ville de Buxerolles

## Piazzamenti

### Grandi Giri
- Giro d'Italia

2014: 80º
- Tour de France

2011: 151º
2012: 83º
2015: 74º
2017: 106º
- Vuelta a España

2010: 100º
2016: 74º

### Classiche monumento
- Liegi-Bastogne-Liegi

2008: 119º
2014: 129º
2015: ritirato
2016: ritirato
2017: 122º
- Giro di Lombardia

2009: ritirato
2017: ritirato